# Plagopterus argentissimus
Plagopterus argentissimus es una especie de peces de la familia de los
Cyprinidae en el orden de los Cypriniformes.

## Morfología
- Los machos pueden llegar alcanzar los 10 cm de longitud total.[2][3]

## Hábitat
Es un pez de agua dulce y de clima templado.

## Distribución geográfica
Se encuentran en Norteamérica:  cuenca del río Colorado en Utah, Nevada y Arizona (los Estados Unidos ).

## Alteración del hábitat y Amenazas
El sistema del Río Virgen se ha visto afectada negativamente por el desarrollo de la agricultura y la energía causada por el hombre.
El declive del Plagopterus argentissimus se ha debido en parte a la pérdida de hábitat, fragmentación y degradación causada por las presas, embalses y la desviación del agua. La Finalización del Quail Creek State Park en Utah en 1985 fue seguido por una disminución sustancial en la abundancia y el área de ocupación del Plagopterus argentissimus. A causa de esto las principales amenazas son la competencia y la depredación por parte de especies no nativas (principalmente por el Cyprinella lutrensis) y la degradación del hábitat (flujo reducido / temperaturas elevadas). Las causas de la disminución más reciente en el número de Plagopterus argentissimus se atribuyó a la siguiente serie de condiciones ambientales: 
- Persistencia de la sequía, con temperaturas de verano superior del comportamiento térmico máximo y máximo térmico crítico, por lo cual la temperatura del hábitat es superior que en décadas anteriores y la especie no se adapta al hábitat natural (debido al cambio climático) y no es posible la supervivencia a largo plazo.
- Escurrimiento de partes quemadas del drenaje.
- La sedimentación del hábitat.

## Acciones de conservación
En 1994 El Servicio de Pesca y Vida Silvestre de los Estados Unidos (en inglés, US Fish and Wildlife Service, FWS) declara las siguientes acciones necesarias:
- Monitorear la población existente.
- Eliminar Cyprinella lutrensis del sistema del Río Virgen.
- Desarrollar un protocolo viable de operaciones para los flujos regulados dentro del Río Virgen, afectados por el Sistema de Quail Creek State Park y otros sistemas propuestos.
- Recomendar sitios específicos convenientes para la reintroducción de las poblaciones adicionales de Plagopterus argentissimus.
- Hábitat seguro y apropiado y proteger el flujo para los sitios de reintroducción seleccionados.
- Desarrollar e implementar programas de control adecuados para las poblaciones reintroducidas de Plagopterus argentissimus.
- Llevar a cabo investigaciones sobre la historia de vida de Plagopterus argentissimus.
- Llevar a cabo investigaciones sobre el potencial de mejoría de los hábitats en el río Virgen.